# Napneutrínó-probléma
A napneutrínó-probléma a részecskefizika egyik problémája volt. A problémát az jelentette, hogy a neutrínódetektorok kevesebb neutrínót észleltek, mint amit a Nap működési modelljéből várni lehetett volna. A napneutrínók számában tapasztalt hiányt elsőként Raymond Davis és John Bahcall amerikai fizikusok publikálták 1968-ban. Nem sokkal ezután a részecskefizikusok arra a feltételezésre jutottak, hogy hibás az általánosan elfogadott napmodell. Ezt a feltételezést támasztotta alá az a tény, hogy nem ismerjük pontosan a Nap magjának kémiai összetételét, amely összefüggésben van a neutrínóképződés mértékével. A  modell bemenő paraméterein való változtatások azonban nem bizonyultak megoldásnak, mivel a modell így ellentmondásba került a Nap megfigyelhető tulajdonságaival.
1969-ben Bruno Pontecorvo és Grimov felvetett egy elméletet, mely szerint az alacsony energiájú neutrínók átalakulhatnak egymásba (oszcillálhatnak), abban az esetben, ha eltér a nyugalmi tömegük (tehát az oszcilláció feltétele, hogy legalább az egyik rendelkezzen nyugalmi tömeggel). A Napból érkező elektronneutrínók így a Földig megtett útjukon átalakulhatnak más típusú, müon- vagy tau-neutrínókká, amit a detektorok nem érzékelnek.
Csak a 21. század elejére állt rendelkezésünkre a technika, hogy olyan detektorokat építsünk, amelyek érzékenyek az elektronneutrínókra és ugyanakkor a neutrínók mindhárom típusára is. Ilyen detektor a Super-Kamiokande és a Sudbury Neutrínó Obszervatórium, melyek mérései egyeztek a napmodell által előre jelzett neutrínófluxussal, bizonyítva ezzel a  neutrínóoszcillációt.

## Külső hivatkozások (angol)
- Solar neutrino data
- Solving the Mystery of the Missing Neutrinos
- Raymond Davis Jr.'s logbook Archiválva 2006. október 2-i dátummal a Wayback Machine-ben
- Nova - The Ghost Particle
- The Solar Neutrino Problem by John N. Bahcall
- The Solar Neutrino Problem, by L. Stockman
- A set of photos of different Neutrino detectors
- John Bahcall's web site